# آنتروپومتری

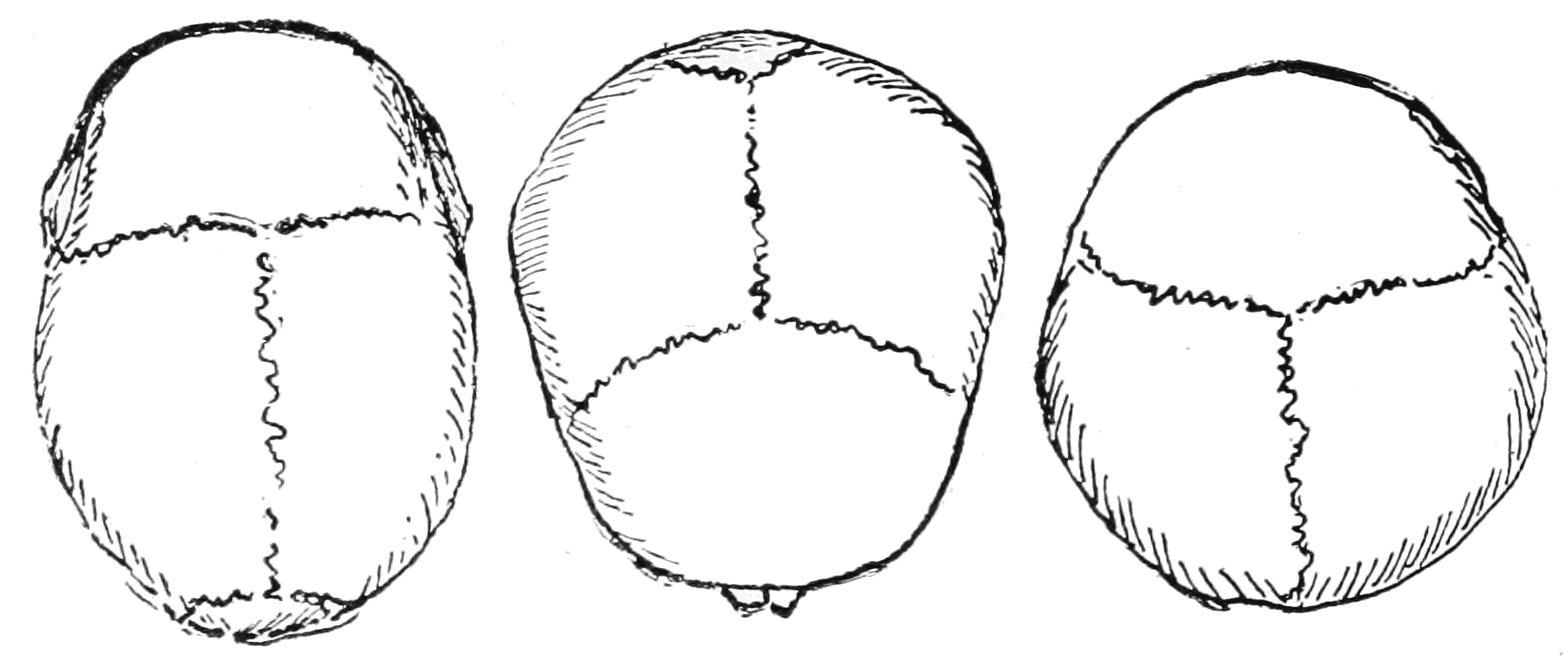
سنجش میان کاسه‌های سر ازنمای بالایی

مردم‌سنجی، انسان‌سنجی، پیکرسنجی، یا آنتروپومتری (به فرانسوی: Anthropométrie) به اندازه‌گیری بخش‌های گوناگون بدن انسان به منظور شناسایی تفاوت‌ها و دسته‌بندی‌های فیزیکی مردمان گفته‌می‌شود. کاربرد مردم‌سنجی در مردم‌شناسی جسمانی و دیرین‌مردم‌شناسی بوده‌است و پیروان این شیوه می‌کوشیده‌اند تا از این راه به درک درستی در طبقه‌بندی مردمان برسند. بررسی تخصصی جمجمه نیز شاخه‌ای از این دانش بوده و جمجمه‌سنجی نامیده می‌شود.

## معرفی
تعریف نظری: از تقسیم طول ویسروکرانیوم برعرض ویسروکرانیوم ضرب درصد عددی به دست می‌آید که آن را شاخص ویسروکرانیوم می‌گویند. آنتروپومتری مورد تأیید سازمان بهداشت جهانی است و عنوان می‌کند که آنتروپومتری دردسترس‌ترین، فراگیرترین و ارزان‌ترین تکنیک را برای ارزیابی اندازه، تناسب و تراکم بدن فراهم می‌کند و سلامت بدن و تغذیه صحیح آن را پوشش می‌دهد. بعلاوه ابزاری ارزشمند برای هدایت سیاست گذاری سلامت عمومی و تصمیمات بالینی فراهم می‌آورد. آنتروپومتری جمجمه براساس سفالومتری و رابطه کرانیوفاسیال مطالعه می‌شود.
امروزه کاربرد مردم‌سنجی در زمینه‌های طراحی صنعتی، طراحی پوشاک، ارگونومی و معماری است. 

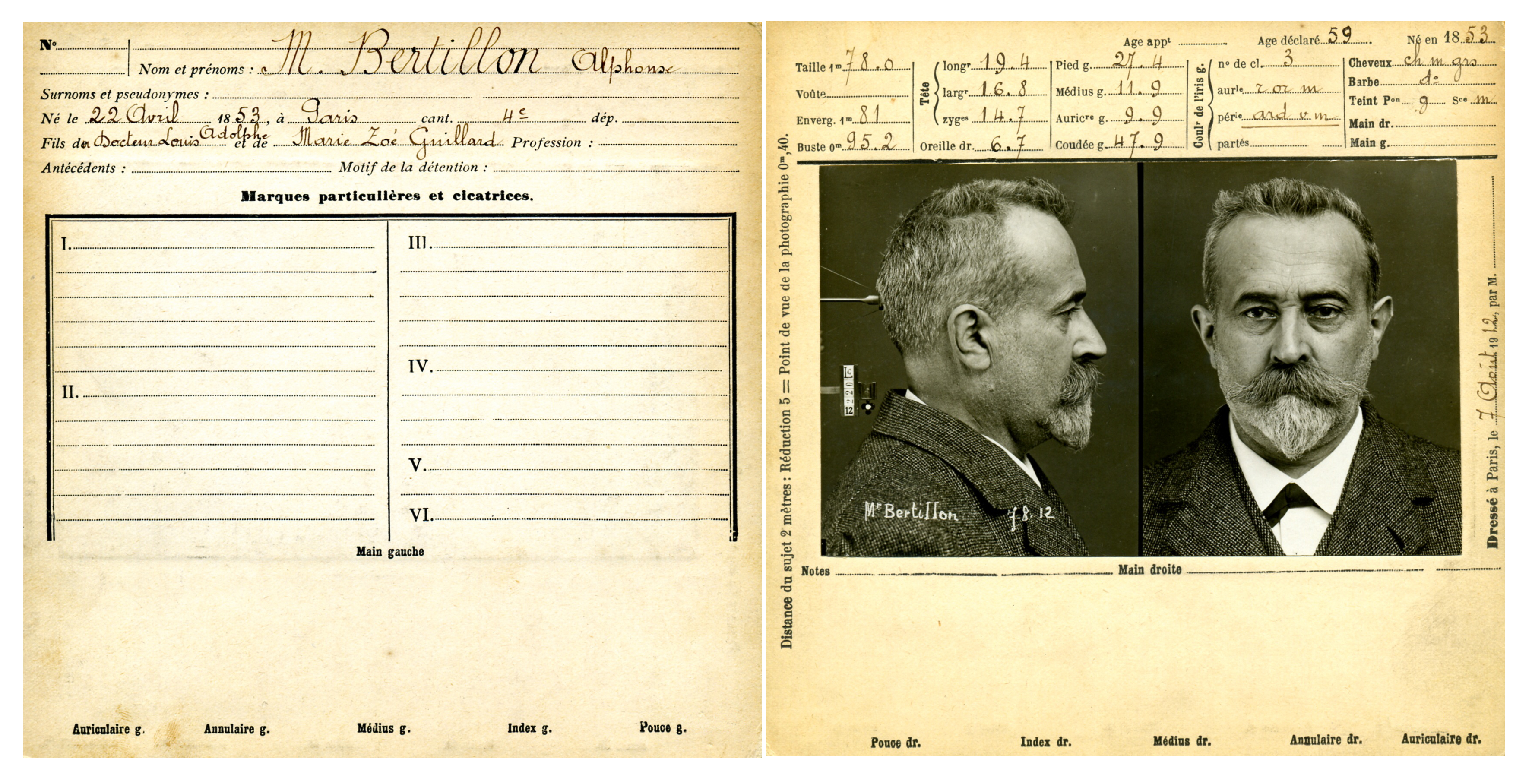
نگاره‌ای از برگهٔ تشخیص هویت آلفونس برتیلون در اداره پلیس پاریس. آلفونس برتیلون، جُرم‌شناس و افسر پلیس فرانسوی بود که در سال ۱۸۷۹ میلادی، با استفاده از علم بیومتریک، روش آنتروپومتری را به عنوان روشی برای شناسایی افراد بر اساس ثبت دقیق ابعاد بدن، چهره‌خوانی، شرح فیزیکی و عکس بازداشت به‌وجود آورد.

## واژه‌شناسی
واژه آنتروپومتری ریشه یونانی دارد ، آنتروپوس(ἄνθρωπος (anthropos به معنای 'انسانی' و مترون (مترین) به معنای 'اندازه‌گیری و سنجیدن ' است و درکل به اندازه‌گیری فرد انسان اشاره دارد. از معادل‌های پارسی آن می‌توان به "انسان سنجی" و "مردم سنجی " و " پیکر سنجی" اشاره کرد.

## پیشینه
تاریخچه انسان‌شناسی شامل مفاهیم مختلف، اعم از علمی و شبه علمی مانند کرانیومتری، دیرینه‌شناسی، انسان‌شناسی بیولوژیکی، فیزیولوژی، پزشکی قانونی، جرم‌شناسی، فیلوگرافی، ریشه‌های انسانی و توصیف صورت و همچنین ارتباط بین انسان‌شناسی در زمان‌های مختلف تاریخ، کاربردهای آنتروپومتری بسیار وسیع بوده‌است - از توضیحات علمی دقیق و تجزیه و تحلیل اپیدمیولوژیک گرفته تا دلایل منطقی برای اصلاح نژادشناسی و جنبش‌های اجتماعی کاملاً نژادپرستانه.

## کاربرد در اپیدمیولوژی و مردم‌شناسی پزشکی
اندازه‌گیری‌های آنتروپومتریک در اپیدمیولوژی و انسان‌شناسی پزشکی نیز کاربردهایی دارد، به عنوان مثال در تعیین رابطه بین اندازه‌گیری‌های مختلف بدن (قد، وزن، درصد چربی بدن و غیره) و نتایج پزشکی. اندازه‌گیری‌های آنتروپومتریک اغلب برای تشخیص سوء تغذیه در وضعیت بالینی استفاده می‌شود.